# Käthe Olshausen-Schönberger

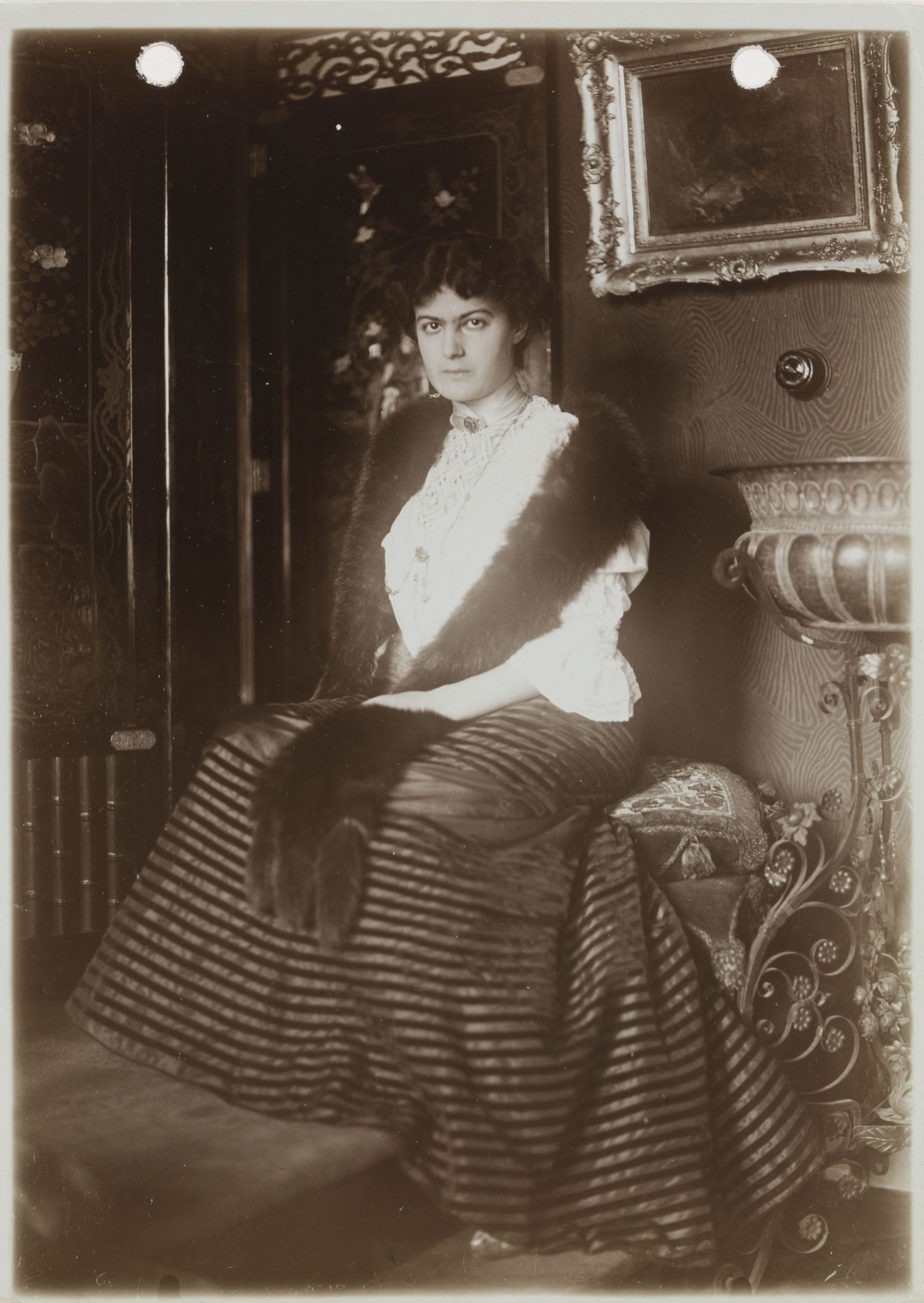
Käthe Olshausen-Schönberger, undatierte Aufnahme von Philipp Kester

Käthe Olshausen-Schönberger (* 11. Juni 1881 in Mödling-Hinterbrühl, Österreich-Ungarn; † 1. Jänner 1968 in Graz) war eine österreichische Schriftstellerin und Illustratorin. Ihre Werke erschienen auch unter den Namen Käthe Schönberger, Katharina von Dombrowski, Käthe von Dombrowski, Baroness von Dombrowski und dem Kürzel K.O.S.

## Leben
Käthe Olshausen-Schönberger wurde am 11. Juni 1881 in Mödling als Katharina Ludovika Schönberger geboren. Sie wuchs in Abbazia auf und kam im Alter von 14 Jahren nach Berlin. Ohne eine entsprechende Ausbildung absolviert zu haben, war sie im Alter von 20 Jahren bereits eine bekannte Illustratorin und Zeichnerin von Exlibris sowie von Tierkarikaturen. Zahlreiche Zeichnungen der Künstlerin wurden zunächst in den Fliegenden Blättern und später in Buchform veröffentlicht. 1914 erhielt sie die Silbermedaille der Bugra in Leipzig.
Den Doppelnamen nahm sie nach ihrer Hochzeit mit dem deutschen Diplomaten Franz Olshausen an. Dieser Beziehung entstammt als Nachkomme der Biochemiker Joern Olshausen (1903–1988). In der Ehe mit Olshausen lebte sie in Berlin, München, Königstein im Taunus, zeitweise auch in New York, Südamerika und wohl auch in Afrika.
In zweiter Ehe war sie mit dem Maler Carl Ritter von Dombrowski zu Papros und Kruswic verheiratet. Danach verwendete sie auch den Namen Katharina von Dombrowski für ihre Werke. Ab 1930 veröffentlichte sie zahlreiche Romane, Novellen und Essays. Ferner arbeitete sie für Film und Hörspiel und als Übersetzerin aus dem Englischen, Französischen, Italienischen, Spanischen und Portugiesischen.

## Werke
Besonders ist in ihrem Werk die Teilnahme an Fridtjof Nansens Spendenappell für Russland und ihr antimilitaristischer Roman Land der Frauen hervorzuheben.
Bei der Deutschen Nationalbibliothek wird sie unter Katharina von Dombrowski geführt.
Sie war um 1900 für den Kölner Schokoladeproduzenten Ludwig Stollwerck mit Entwürfen für Stollwerck-Sammelbilder tätig und entwarf u. a. „Die Störche“ und „Aus der Vogelperspektive“ für Stollwerck. Die Serie „Reineke Fuchs“ schuf sie für Palmin. Ihre Sammelbilder pflegte sie mit KOS zu signieren.

### Bücher
- Aus Thier- und Menschenleben, 25 Federskizzen zur Erheiterung von Jung u. Alt. Wien und Leipzig: Verlag von Ludwig Schönberger, ca. 1896.
- Reiterinnen und Radlerinnen. Berlin: Harmonie Verlags-Gesellschaft für Literatur und Kunst, ca. 1899
- Im Spiegel der Tierwelt. Vier Bände. München: Braun & Schneider, ca. 1901, 1909, 1914, 1919.
- Beiträge zur Damen Reitkunst: nach eigenen Erfahrungen. Leipzig: Engelmann, 1909
- Die politische Arche Noah. München: Braun & Schneider, ca. 1916
- Zwischen Krebs und Steinbock, tropische Tiergeschichten in Wort und Bild. Leipzig: Ernst Keils Nachfolger (August Scherl), 1922.
- Abdallah and the Donkey, New York: The Macmillan Company, 1928
  - Abdalla und sein Esel. Eine Geschichte für Kinder von acht bis achtzig Jahren, Frankfurt am Main: Verlag Heinrich Scheffler, Erste Auflage April 1950, Zweite Auflage April 1955
  - Hörspiel, die Audiothek GmbH, 2004, Bayerischer Rundfunk, 1953
  - Hörspiel, Igel-Records, Februar 2003 (mit Axel von Ambesser, Bum Krüger, Heinz Rühmann u. a.)
  - Augsburger Puppenkiste, S.A.D. Home Entertainment DVD 2009, Hessische Rundfunk 1985, siehe Abdallah und sein Esel
- Boga the Elephant. New York: The MacMillan Company, 1928.
  - Boga, das Kameruner Elefantenkind. Ein Tierbuch für Kinder von 8 bis 80 Jahren. Wien, Leipzig: Deutscher Verlag für Jugend und Volk 1936, Wien: Verlag für Jugend und Volk 1941, 3. Auflage 1947
- The Fat Camel of Bagdad. New York: The Macmillan Company, 1929
- Just Horses. New York: The MacMillan Company, 1930
- Land of Women, Tale of a Lost Nation. London: Putnam, und Boston: Little Brown, 1935.
  - Naisten Maa, Kertomus tuhoutuneesta kansasta. Helsinki, K.J. Gummerus, 1937.
  - Land der Frauen, Roman eines untergegangenen Volkes. Frankfurt am Main: Gutenburg 1933 / Frankfurt am Main: Scheffler 1950.
  - Terre des Femmes, roman d’un peuple disparu. Paris, Editions Albin Michel, 1952

### Illustrationen und Karikaturen
Zu folgenden Werken hat Käthe Olshausen ganz oder teilweise die Illustrationen beigesteuert.
- Wir. Von Friedrich Werner van Oesteren, Zeichnungen von Käthe Schönberger. Dresden: Verlag von Carl Reissner, ca. 1901.
- Fabeln. Gotthold Ephraim Lessing (1729–1781). Mit Illustrationen nach Original-Handzeichnungen von Käthe Olshausen-Schönberger. Volksverband der Bücherfreunde. Berlin: Wegweiser-Verlag 1927.
- Wodurch imponieren wir in der Welt am meisten? Verhandlungsbericht von der großen internationalen Hundeversammlung. Eine Gesellschaftssatire von Hertha von Knobloch, mit 10 Bildern von Käthe Olshausen-Schönberger. Wolfenbüttel: Julius Zwißlers Verlag, 1915.
- Pour nos petits freres russe! Spendenappell mit Farbdruck von Käthe Schönberger. Geneve: Haut Commisiariat du Professeur Dr. Fridtjof Nansen, 1922.
  - Für unsere kleinen russischen Brüder! Gaben westeuropäischer Schriftsteller und Künstler für die notleidenden Kinder in den Hungersnotdistrikten Rußlands. Genf: Hohes Kommissariat Professor Dr. Fridtjof Nansen, 1922.
- Das lustige Fön-Buch: Ein Bilderbuch f. jung und alt / mit Beitr. erster Künstler wie G. Mühlen-Schulte; Käthe Olshausen-Schönberger; W. Haymann… u. a. Berlin: Elektrizitäts-Gesellschaft "Sanitas", 2. Auflage 1925
- A Jackal in Persia. By Major C.F. MacKenzie, illustrated by KOS (Baroness Dombrowski). Garden City: Doubleday, Doran & Comonay, Inc., 1928.
- Jungle Gods. By Carl von Hoffman, illustrated by Baroness Katharina Dombrowski (K.O.S.). New York: Henry Holt and Company, 1929.
- Little Jungle Village. By Jo Besse McElveen Waldeck, illustrated by Katharina von Dombrowski. New York: The Viking Press, Fifth Edition 1940.
- Brehms schönste Tiergeschichten. Bearbeitet von Theodor Etzel, Federzeichnungen von Käthe Olshausen-Schönberger. Gütersloh: Bertelsmann Lesering, 1960.
- Berlin - A City of Animal Lovers, A Special Edition for the Friends of the House of Ullstein. Berlin: Ullstein GmbH, 1963.
  - Das tierverliebte Berlin. Sonderdruck für die Freunde des Hauses, Berlin: Ullstein 1963. (Unbestätigt)